# Директ-костинг
Директ-костинг (метод маржинального учёта затрат, англ. direct costs) — метод учёта затрат, введённый американским экономистом Д. Харрисом в 1936 году, который заключается в расчёте себестоимости продукции на основе только прямых (переменных) затрат. Сущность системы директ-костинга заключается в разделении затрат на постоянные и переменные.

## История создания
Своё развитие система директ-костинг получила во второй половине XX века. С развитием производства и значительным наращиванием выпуска продукции, предприятия различных стран стремились минимизировать свои издержки, с целью повышения своей конкурентоспособности и укрепления позиций своих компаний на рынке. Эта цель ставила перед ними задачу точного определения себестоимости продукции, а также определения точки безубыточности, резервов снижения цены и т. д. Фактическим внедрением системы директ-костинга является 1953 год, когда Национальная ассоциация бухгалтеров-калькуляторов в своём отчёте опубликовала описание данной системы. В дальнейшем эта же ассоциация проводила и публиковала крупные исследования фирм, которые используют систему директ-костинг.

## Сущность метода
В системе директ-костинг постоянные затраты (связаны с определённым периодом и напрямую не зависят от объёма производства) не относятся к себестоимости продукции, в то время как переменные затраты (напрямую зависят от объёма выпускаемой продукции) относятся. Готовая продукция и незавершённое производство оцениваются только в сумме переменных производственных затрат, а постоянные затраты отчётного периода в общей сумме относятся на финансовый результат организации и не распределяются по видам продукции. По РСБУ переменные расходы организации (например, заработная плата производственных рабочих, сырьё и материалы и т. д.) принимаются к учёту на 20 счёте «Основное производство» и распределяются на остаток незавершённого производства. Постоянные затраты (арендная плата, расходы на рекламу и т. д.) отражаются на счёте 26 «Общехозяйственные расходы» и по окончании отчётного периода, списываются в дебет счёта 90 «Продажи».
При системе директ-костинг схема построения отчёта о финансовых результатах многоступенчатая. Важной особенностью директ-костинга является то, что благодаря ему можно изучать взаимосвязи и взаимозависимости между объёмом производства, затратами и прибылью.
В настоящее время существует два варианта организации управленческого учёта по системе директ-костинг:
1. организация раздельного учёта на счетах финансовой и управленческой бухгалтерии;
2. интеграция финансовой и производственной бухгалтерии и использование привычных для учёта затрат счетов 20-29.

Учёт, основанный на системе директ-костинг, открывает широкие возможности для менеджмента компании в области принятия эффективных управленческих решений. Так, на основе данного метода, может проводиться анализ взаимосвязи объёма производства, прибыли, себестоимости, валовой выручки. Также данный метод позволяет рассчитывать точку безубыточности компании, максимальную долю постоянных затрат, которые компания может осуществить при имеющемся уровне рентабельности. Большое значение система директ-костинга имеет и для глубокого анализа работы предприятия, основывающегося на математических методах (корреляционный анализ, регрессионный анализ и т. д.).
В отчёте о финансовых результатах, составляемом по системе директ-костинга, видно изменение прибыли вследствие изменения переменных расходов, цен реализации и структуры выпускаемой продукции. Информация, получаемая в системе директ-костинга, позволяет находить наиболее выгодные комбинации цены и объёма, проводить эффективную политику цен.
Основной проблемой директ-костинга является трудность в определении и дифференцировании переменных и постоянных затрат, так как очень часто на практике их трудно классифицировать и отнести к какой-то определённой группе.